# Церковь Спаса на Сенной
Це́рковь Спа́са на Сенно́й; церковь во имя Успения Пресвятой Богородицы — утраченная церковь, которая находилась на Сенной площади в Санкт-Петербурге. С 1923 года — собор.
Храм являлся памятником позднего барокко. Величественный и просторный храм увенчивали пять куполов, стоявших на многогранных барабанах.
В городе церковь была известна под именем Спаса на Сенной, по одному из приделов — Спаса Всемилостивого.
Взорван 1 февраля 1961 года в разгар Хрущёвской антирелигиозной кампании.

## Строительство
Купцы с Сенной площади настойчиво обращались к городским властям с просьбой о постройке церкви с 1743 года и получили разрешение на её строительство через 8 лет.
На Выборгской стороне была куплена готовая деревянная церковь Происхождения Честных Древ и после переноса она была освящена 18 июля 1753 года на новом месте.

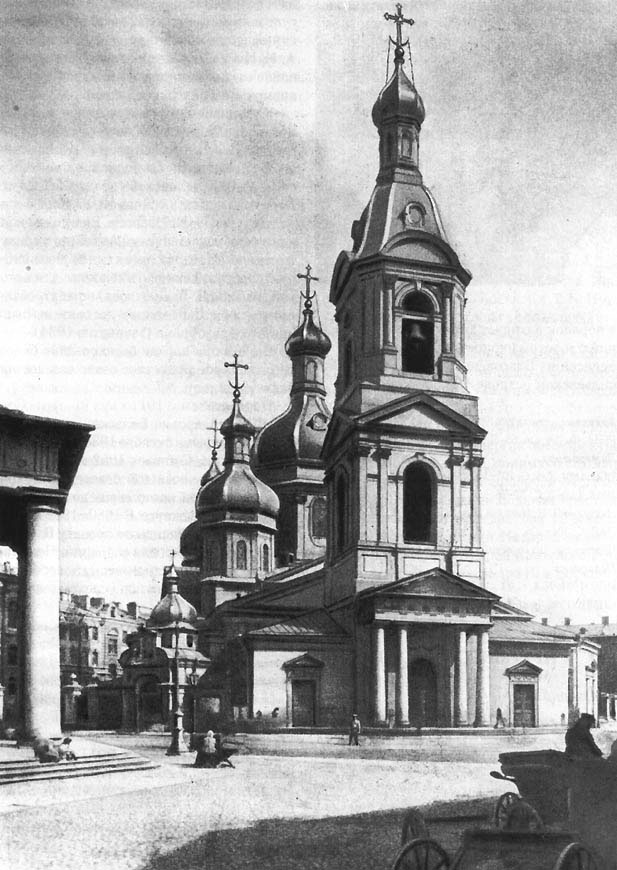
Вид со стороны колокольни

Каменная церковь была заложена 20 июля 1753 года архиепископом Сильвестром.
Церковь строилась на средства богатого откупщика Саввы Яковлева (Собакина). Архитектором в старину считался Бартоломео Растрелли, в настоящее время более вероятным автором проекта признаётся Андрей Квасов, хотя некоторые авторы не исключают участия Растрелли на основании характерных плана и пропорции сооружения и изящества постановки главного купола. Храм впоследствии был расширен пристройкою двух приделов, во имя Спаса и Архангела Михаила на средства К. И. Новикова. Кроме того, Растрелли возводил неподалёку особняк Яковлева (не сохранился).
Церковь планировалось разделить на тёплую половину с двумя приделами и однопрестольную холодную.
В 1758 году храм был готов, но не был освящён: комиссия архитекторов предложила переделать своды.
В итоге освящение первого, Трёхсвятительского придела (левого) произошло только 20 июня 1761 года.
Под этим приделом был устроен склеп, в который с Сампсониевского кладбища Яковлев перенёс останки своих родителей.
Внешне церковь была завершена строительством к 1762 году, и 2 октября 1764 года произошло освящение правого придела во имя преподобного Саввы, имя которого носил храмоздатель.
5 декабря 1765 года состоялось освящение главного, холодного придела, освящённого во имя Сретения Господня (позже он был переосвящён во имя Успения Божией Матери).
Образа в этом приделе исполнил известный живописец Михаил Колокольников.
В итоге величественное и просторное здание церкви увенчивали пять куполов, расположенных на многогранных барабанах.
Предположительно собор был "23 сажени и 2 аршина" в высоту (около 43,5 м). Величественная трёхъярусная колокольня была увенчана слегка удлинённым куполом, к ней примыкала высокая трапезная.
Архитектура храма была выдержана в смешанном стиле, переходном от барокко с классицизму. Высокий позолоченный иконостас храма считался одним из лучших в Петербурге. Примечательны были также живопись греческого письма и серебряный престол весом в 6 пудов 38 фунтов.

## В Российской империи
В течение XIX века здание церкви претерпело ряд изменений.
Вскоре после постройки неравномерная осадка здания привела к повреждению колокольни. В 1816—1817 годах архитектор Л. Руска создал проект частичной переделки здания, соединив вместе тёплую и холодную церкви. Вход в церковь украсил многоколонный портик с фронтоном, повторяющий очертания портика гауптвахты, возвёденной по проекту того же зодчего.

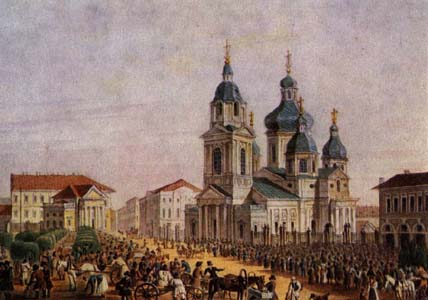
В начале XX века. Ответные портики церкви и гауптвахты, построенные Л. Руска, обновлённая форма колокольни

Архитектор А. И. Мельников на южной стороне от главного алтаря построил придел во имя Всемилостивого Спаса, который был освящён 14 января 1822 года. После этого ему были поручены работы по ремонту.
В 1833—1835 годах, при настоятеле И. И. Иванове, по проекту Мельникова были переделаны купола и своды церкви; 14 февраля 1835 года был освящён северный придел во имя Архангела Михаила, построенный П. Ф. Воцким.
В 1867—1873 годах были проведены работы по капитальной переделке верха храма и колокольни: деревянные конструкции были заменены кирпичными, одновременно была несколько изменена форма глав и переделаны портики. Автором проекта был архитектор Г. И. Карпов. Работы начались с обновления главной церкви, после её освящения были продолжены в малой. Новое освящение каждого престола было полным, так как все пять престолов были сняты со своих мест; 1 октября 1870 года состоялось освящение перестроенного храма, но работы не были завершены и продолжались до 1873 года.
В результате этого комплекса переделок, по мнению некоторых современников, к началу XX века архитектура здания утратила стилистическое единство.
В 1897—1898 годах под руководством В. В. Виндельбандта были пристроены бетонные тамбуры, а купола были покрыты золочёной медью.
В 1902—1903 годах по проекту И. И. Яковлева были произведены работы по удлинению боковых приделов храма, а также произведён ремонт и реставрация икон.
В храме более полувека (с 1858 года) прослужил протоиерей Константин Никольский.
Ежегодно, 1 августа, в воспоминание избавления от холеры, традиционно совершался крестный ход.

## Ценности церкви
Церковь была огромна и посещаема, само расположение и привязка к местным топонимическим объектам явилось предпосылкой появления у храма уникальных ценностей.

### Материальные сокровища
Церковь украшал высокий вызолоченный иконостас, выполненный в стиле барокко с иконами середины XVIII века, который считался одним из лучших в столице.
В церкви был установлен престол с золочёной ротондой, украшенной серебряными барельефами, отличавшийся совершенством художественной чеканки.
Весивший более 100 килограммов уникальный престол был пожертвован в 1786 году создателем храма.
Храмоздатель С. Я. Яковлев также преподнёс храму плащаницу малинового бархата, шитую серебром, золотом и жемчугом.
Для этой плащаницы в 1856 году была изготовлена новая гробница из серебра весом около 115 кг.
Её изготовил известный ювелир Ф. А. Верховцев и по образцу этой гробницы позже была исполнена гробница для Исаакиевского собора.
Из образов более всего в храме почитались:
- Местный образ Успения, обрамлённый в золочёную серебряную раму с осыпанной жемчугами ризой.
- Список Тихвинской Божией Матери из часовни. Он выставлялся на паперти 27 июня для поклонения.
- Образ Христа Спасителя. Перед ним вологодское землячество молилось 18 октября в память избавления в 1605 году их города от чумы.

Кроме того, художественной ценностью обладали большие иконы «Погребение Спасителя» и «Прп. Андрей, епископ Критский» кисти В. М. Пешехонова, а также картины художника Г. Г. Мясоедова.
Наконец, выдающейся ценностью храма были колокола.
Среди пятнадцати колоколов храма были лучшие образчики произведений отечественного художественного литья.
Самый большой из них был отлит в Москве на заводе Ясона Струговщикова и весил 8900 кг.

### Окормление паствы
Спасо-Сенновская церковь была мощным социально-культурным центром Петербурга:
- В 1820-х годах при церкви существовало приходское духовное училище.
- Церковь считалась особым приютом для сирот, в дома церкви помещали вдов и сирот духовного звания.
- При церкви в декабре 1871 года было учреждено Благотворительное общество для вспоможения бедным прихожанам (начало действовать 16 декабря 1873 года). При Обществе существовали богадельня для старых женщин и приют для детей.

В 1903 году причт церкви просил возвести храм в ранг собора, этот ранг был получен в 1923 году.
К церкви было приписано несколько часовен: в Апраксином дворе, в Большой линии — Тихвинская (существовала с 1805; в 1893 по проекту В. Ф. Харламова сделана из чугуна) и Казанская (1800-е, 1847 — по проекту И. Д. Корсини, 1879, тоже из чугуна,- А. Л. Гольм), в Мариинском рынке — Марии Магдалины (1882, А. И. Кракау) и в Михайловском проезде — Ильинская (1850-е) и шатровая, чугунная Всех святых (1916, гражд. инж. Л. М. Харламов).

## Разрушение храма

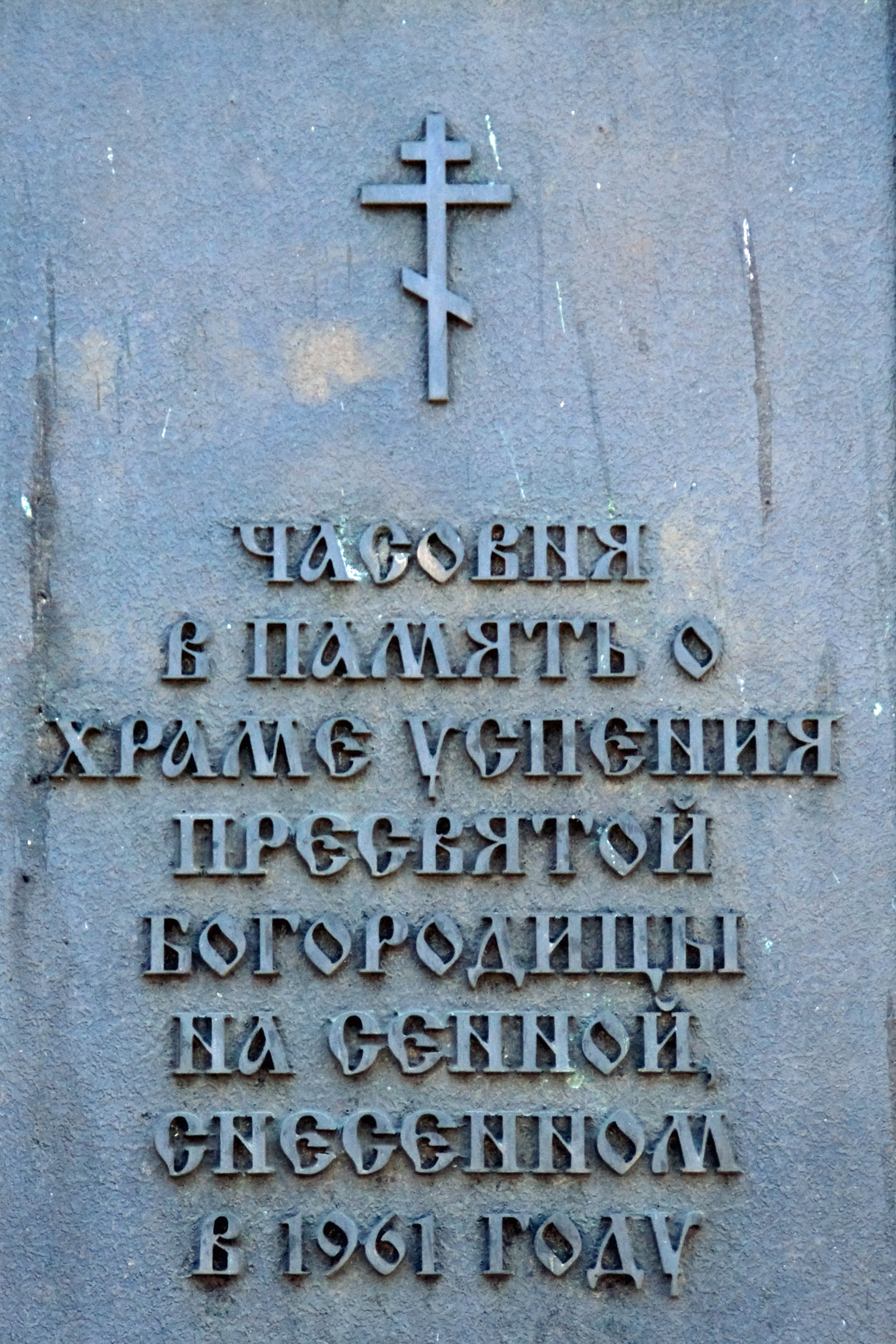

В 1920-х годах все ценности из этой церкви были изъяты. С 1932 года до закрытия храм выполнял функции кафедрального собора обновленческой Ленинградской епархии. В апреле 1938 года храм был закрыт и снят с охраны.
Взорван вместе с соседним доходным домом 1 февраля 1961 года, в разгар очередной антирелигиозной кампании.
Распоряжение о сносе храма было дано главным архитектором Ленинграда Валентином Каменским. «В. А. Каменский, сменив после войны Н. В. Баранова, осуждал его за стратегические недостатки действующего генплана города, несовершенство малоэтажного жилого строительства первых послевоенных лет и т. п. Узнав об угрозах Н. В. Баранова, В. А. Каменский потребовал собрать у себя „своих академиков“ Е. А. Левинсона, И. И. Фомина и др.), чтобы добиться подписания документа о полной никчемности церкви Успения Пресвятой Богородицы в панораме Сенной площади». Документ о сносе храма был ими подписан.

«Взрыв был назначен на ночь с 1 на 2 февраля 1961 г. Но как ни спешили метростроевцы, они все же опоздали. В ГлавАПУ за сутки до взрыва пришло письмо Е. А. Фурцевой с запретом разрушать храм Успения Пресвятой Богородицы, имеющий уникальное историко-архитектурное значение крупного культового сооружения середины XVIII в. Письмо там прочли, снова запечатали и направили нарочным в Управление Ленметростроя, где письмо не рискнули вскрывать и вернули назад в ГлавАПУ в субботу 1 февраля, в нерабочий день».
Перед взрывом кровля с медью и позолотой была демонтирована. Опасаясь повредить стоящие на площади дома, инженеры рассчитали взрыв так, чтобы его сила ушла в землю; тем не менее, имеются сведения, что в результате взрыва были повреждены даже сваи Исаакиевского собора.
Завалы взорванного храма были расчищены. На освободившемся месте был выстроен вестибюль наземного выхода станции метрополитена «Площадь Мира» (переименованной 1 июля 1992 года вслед за площадью в «Сенную площадь»). Она была открыта 1 июля 1963 года.

## Планы по восстановлению
С 1970-х годов архитектор-реставратор Д. А. Бутырин занимался вопросами восстановления храма. Он создал проект воссоздания и добивался его реализации. В случае, если полное восстановление церкви было бы невозможным, Бутырин предлагал воссоздать хотя бы колокольню, дабы вернуть Сенной площади утраченную доминанту.
C 1990-х годов, после распада СССР деятельность по воссозданию церкви активизировалась, был проведён сбор подписей в поддержку осуществления проекта.
Идея пользовалась поддержкой горожан, было собрано около 15 тысяч подписей, которые передали администрации Санкт-Петербурга.
В начале 2000-х годов проект был подписан главным архитектором Санкт-Петербурга Олегом Харченко, было получено разрешение Комитета по государственному контролю, использованию и охране памятников и благословение митрополита Владимира. Были собраны все необходимые для реализации проекта подписи. Проект пока не реализован, но в память о взорванной церкви на Сенной площади в 2003 году построена часовня.
В 2011 году началось активное развитие проекта восстановления храма Успения Пресвятой Богородицы на Сенной площади.
В том же году начались работы по восстановлению храма. Перед строителями стояла задача вскрыть асфальт и рассчитать примерное расположение собора. Оказалось, что старый фундамент не был разрушен. Особенный восторг архитекторов вызвала святая святых собора — алтарная основа. Недалеко от алтарной плиты найден запечатанный вход в крипту Спаса — засыпанный вход в подвалы церкви. Обычно в крипте хоронили священников и знатных прихожан. Скорее всего, Спас на Сенной восстановят на старом фундаменте.
В 2014 году фундамент церкви распоряжением КГИОП № 10-102 от 11.03.2014 был признан объектом культурного наследия регионального значения. Теперь на этом месте запрещены любые виды работ, кроме благоустройства территории и восстановления здания церкви.

## Топонимика
Название церкви сохранилось в названии Спасского острова и станции метро Спасская. В 1998 году восстановлено название Спасского переулка. Кроме того, этот административный район Петербурга до 1917 года назывался «Спасская часть».